# 曾山
曾山（1899年11月10日—1972年4月16日），原名曾如柏，男，江西吉安人，中华人民共和国政治人物，中共第七届至第九届中央委员。

## 生平

### 第一次国共内战时期
曾山1926年10月加入中国共产党。1927年2月当选吉安县农民协会执行委员，参与组织全县农民运动。1927年8月，参加南昌起义。同年冬入教导团当上士、事务长，1927年12月参加广州起义。
1928年春回家乡，任中共支部书记、吉安西区区委书记，组织发动农民武装起义。同年冬任中共吉水县委书记。1929年1月任中共赣西特委组织部部长，后随红四军开展地方工作，6月被选为赣西苏维埃政府主席。1930年3月，被选为赣西南苏维埃政府主席，6月兼任中共赣西南特委书记，同年10月被选为江西省苏维埃政府主席。1931年11月，被选为中华苏维埃共和国中央执行委员。1932年11月，由于党内斗争，改任江西省苏维埃政府副主席兼财政部部长。
1934年2月，曾山再次被选为中华苏维埃共和国中央执行委员，担任中央政府内务部部长。1934年10月任中共江西省省委书记兼江西军区政治委员。在中央红军长征后，留在苏区打游击。1935年5月，因红军游击队损失惨重，曾山潜往上海，后被派赴苏联，同年8月入国际列宁学校学习。

### 中日战争与第二次国共内战时期
曾山于1937年冬回国，任中共中央东南分局副书记兼组织部部长，并兼新四军驻江西办事处主任，协助项英组建新四军。1938年8月，曾山兼任中共江西省委书记。1939年，曾山任中共中央东南局副书记兼组织部部长。1941年2月皖南事变后，任中共中央华中局组织部部长，参与领导华中抗日根据地的斗争。1945年，曾山在中共七大上被选为中央委员。
第二次国共内战时期，历任中共中央华中分局组织部部长兼财经办事处主任，中共中央华东局委员、华东财经办事处主任。参与领导华东地区财政经济工作，动员大批人力物资支援前线。1948年9月，曾山主持接管济南的工作。1949年，任华东军政委员会副主席兼财经委员会主任并兼上海市副市长兼财经委员会主任。

### 中华人民共和国成立后

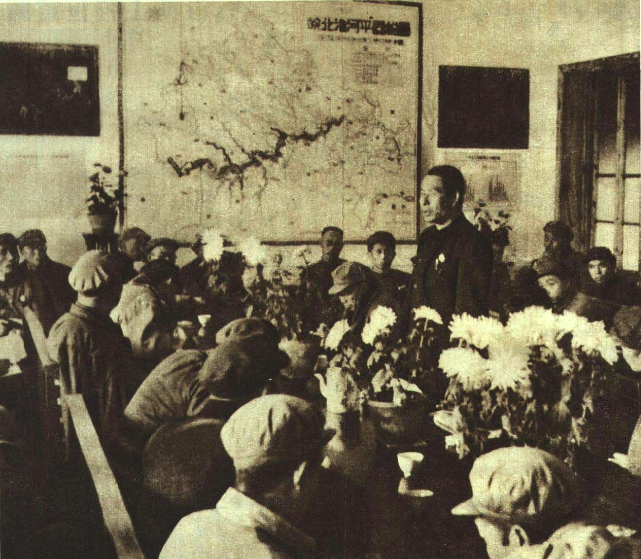
1950年11月6日曾山在蚌埠市主持治淮委员会

中华人民共和国成立后，曾山被任命为政务院政务委员、财经委员会副主任、中央人民政府纺织工作部部长。1949年12月，曾山兼任华东行政委员会副主席兼财经委员会主任。1952年10月，调北京，任中央人民政府商业部部长、中华人民共和国商业部部长。1956年11月，曾山任中共中央交通工作部部长。1960年11月，曾山任中华人民共和国内务部部长。
1967年10月，內務部「革命造反派聯合總部」由中共情报工作人员提供的材料知道曾山曾經和日本人有過接觸，認為曾山是日本特務、漢奸。曾山說是按照延安指示，造反派不信，為了執行周恩來保曾山的指示，由國務院內務辦公室聯絡員孫宇亭經由汪東興、謝富治批准，到中央檔案館查檔案，查到有關電報四份，包括曾山的報告，中共中央的正式批文，毛澤東、劉少奇、周恩來、任弼時、康生都有親筆簽字，証實了新四军與日军接触是中共中央的正式決定。孫宇亭後來因此被批為“盜竊中央檔案館核心機密”，孫的領導嚴佑民1968年3月因此被關進秦城監獄，1972年9月假釋出獄。中华人民共和国公安部2006年發表了孙宇亭後來對“盗窃中央档案馆核心机密”經過的說明。1969年11月，曾山被“紧急疏散”到长沙。
曾山是中共第八、九届中央委员，第三届全国人大代表，第四届全国政协委员。1972年4月16日在北京逝世。

## 家庭
- 祖父曾广禅：为1876年县城榜魁。
- 父亲曾采芹（1878年2月10日-1931年6月15日）[5]：曾昭藻（1878-1930），字采芹，号笙航，是清末秀才，乡村教师，锦源小学第一任校董。曾彩芹开设私塾，为地下党传递情报。曾先后三次被捕，1931年再次被捕后，誓不招供，被活活打死。1928年，曾山哥哥曾延生和妻子蒋竞英夫妇遭国民党赣州警备司令部处死。弟弟曾炳生则于1927年在九江遭国民党处死。曾家一家几口惨遭杀害，当时毛泽东还专门前往曾家慰问，称赞曾家“满门英烈”。
- 母親康春玉（1878年3月14日-1967年2月24日）：曾昭藻妻康春玉是位勤劳贤惠的农村小脚妇女，生了5 个男孩，即曾延生（1897年3月7日-1927年4月4日，中共党团组织主要创始人）、曾洛生（曾山）、曾炳生（1924年10月24日-1927年8月5日，革命活动家）、曾玉生和曾伏生；两个女儿是曾金凤、曾秋凤。 全国解放时，5男2女只留下曾山一人了。因為曾山的四弟玉生、五弟伏生和两个妹妹，受国民党折磨過世。
- 妻子邓六金（1911年9月1日-2003年7月16日）福建上杭人。[6]：是中央红军中参与长征的27个女红军之一。
- 儿子4个：曾庆红，是第十六届中共中央政治局常委，2003年当选中华人民共和国副主席；曾庆淮；曾庆洋；曾庆源；
- 女儿1个：曾海生。